# Giovan Battista Montano
Giovan Battista Montano (Milano, 1534 – Roma, 1621) è stato un architetto, disegnatore e scultore italiano.

## Biografia

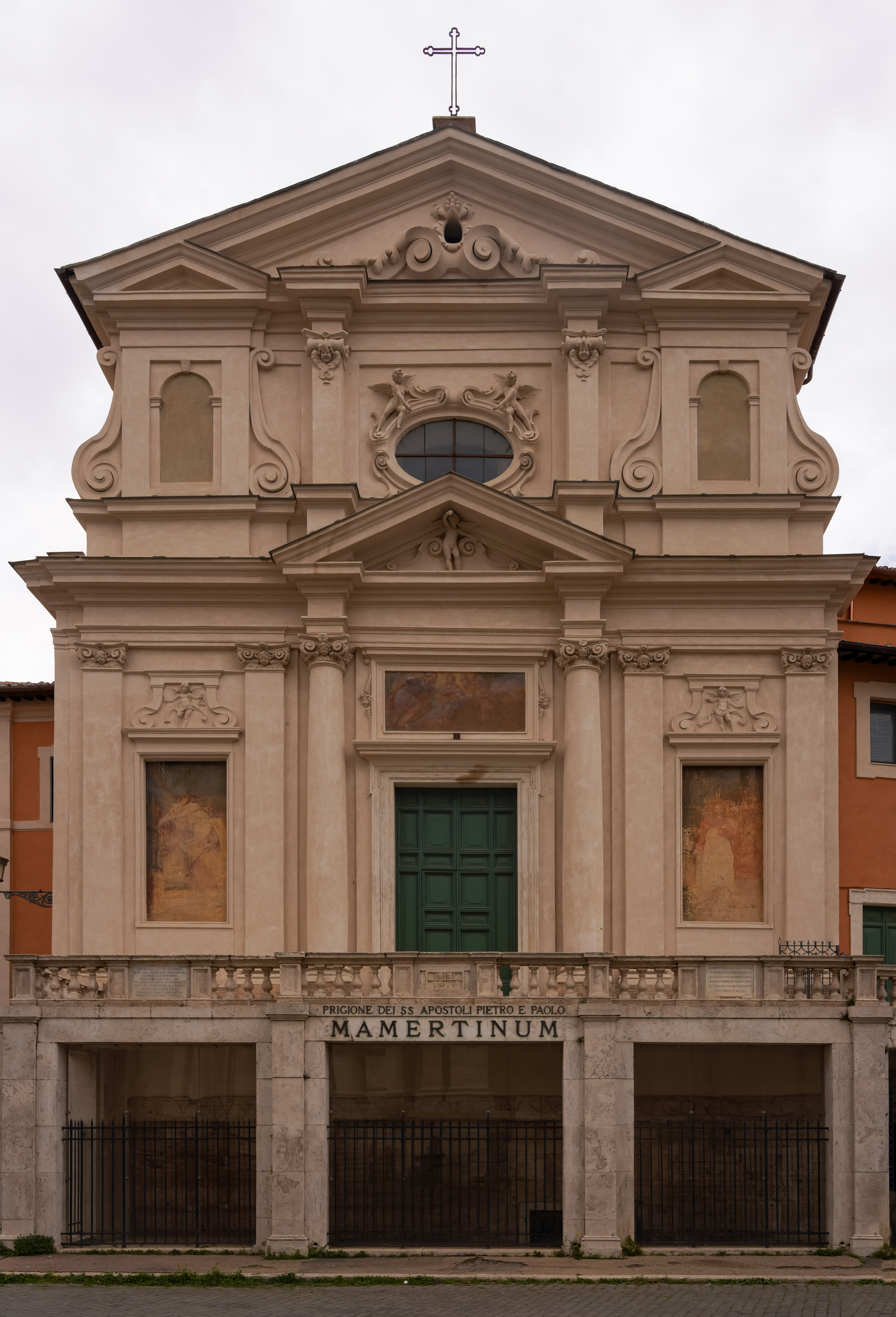
Facciata di San Giuseppe dei Falegnami

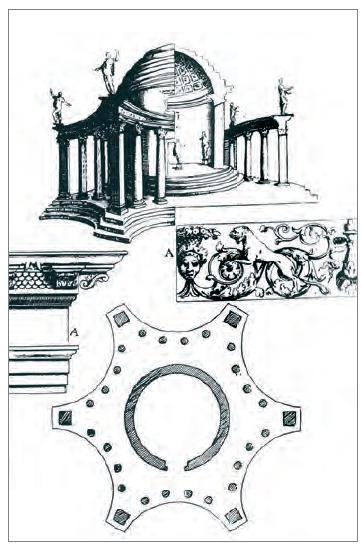
Incisione tratta da disegni di Montano raffigurante l'ipotesi di ricostruzione di un tempietto di Tivoli che non è stato identificato.

Non vi sono notizie sulla sua formazione che inizialmente dovette essere di tipo artigianale. Fu attivo a Roma fin dal pontificato di Gregorio XIII soprattutto come intagliatore e scultore in legno. In particolare si ricordano due grandi organi intagliati per la Basilica di San Giovanni in Laterano e per la Chiesa di Santa Maria di Loreto.
Nel 1602 fu incaricato Congregazione dei Falegnami di dirigere i lavori della loro chiesa (Chiesa di San Giuseppe dei Falegnami), probabilità per la vicinanza tra la congregazione, a cui era affiliato, e la sua attività di abile ebanista. La costruzione della chiesa era probabilmente già iniziata anni prima; comunque Montano progettò sicuramente la facciata a due ordini, arricchita da volute ed edicole e sormontata da un originale timpano tripartito.
L'ingresso alla chiesa, in origine previsto con due rampe parallele alla facciata, risulta oggi alterata per l'abbassamento del piano di calpestio esterno a causa di sistemazioni novecentesche connesse a scavi archeologici. All'interno il soffitto (crollato nel 2018) e numerosi arredi lignei confermano l'abilità di intagliatore del Montano e della sua bottega.
La sua fama è comunque dovuta principalmente alla sua attività di disegnatore instancabile e studioso dell'architettura antica. Infatti rilevò e disegnò le rovine di Roma, con l'aiuto dell'allievo Giovanni Battista Soria, tentando di ricostruirne l'originario aspetto, dando vita a immagini fantastiche, non riconducibili alle regole del classicismo cinquecentesco ed all'immagine codificata dell'architettura romana, in questo anticipatrici di Giovan Battista Piranesi e di Fischer von Erlach.
La sua opera, pubblicata postuma, ed in particolare le ricostruzioni archeologiche, ebbero una grande influenza in tutta Europa, fino al Settecento e fino alla Polonia e Lituania, a partire proprio dai principali esponenti del barocco romano, Gian Lorenzo Bernini, Pietro da Cortona e Francesco Borromini. In particolare la raffigurazione di tempietti a pianta centrale con trabeazioni spezzate composte da tratti curvi convessi e concavi ha probabilmente influenzato il progetto per la Chiesa di Sant'Ivo alla Sapienza.
Fu membro dell'Accademia di San Luca.

## Pubblicazioni
Nel 1624, Giovan Battista Soria curò la pubblicazione di una prima raccolta dei disegni di Montano, con il titolo: Libro primo. Scielta di varii tempietti antichi. Con le piante et alzatte, desegnati in prospettiua da Gio. Batta Montano Milanese. Date in luce, per Gio. Batta Soria Romano a benefitio publico, facendo incidere i disegni eseguiti fra il 1594 e il 1610 da Giovanni Battista Montano, con ricostruzioni di edifici antichi, da Jérôme David.
Questa prima raccolta fu seguita, sempre a cura di Soria da altre due: i Diversi ornamenti capricciosi per Depositi e Altari (1625) e i Tabernacoli diversi (1628).
In seguito l'editore romano Callisto Ferranti pubblicò altre due raccolte di incisioni, l'Architettura con diversi ornamenti cauati dall'antico (1636) e Raccolta de' Tempij et Sepolcri disegnati dall'antico (1638).
Nel 1684 le cinque raccolte furono ripubblicate dallo stampatore Giovanni Domenico De Rossi in corpus unitario, con il titolo Li cinque libri di Architettura di Gio. Battista Montani Milanese.